# Lijst van bergen in Chili

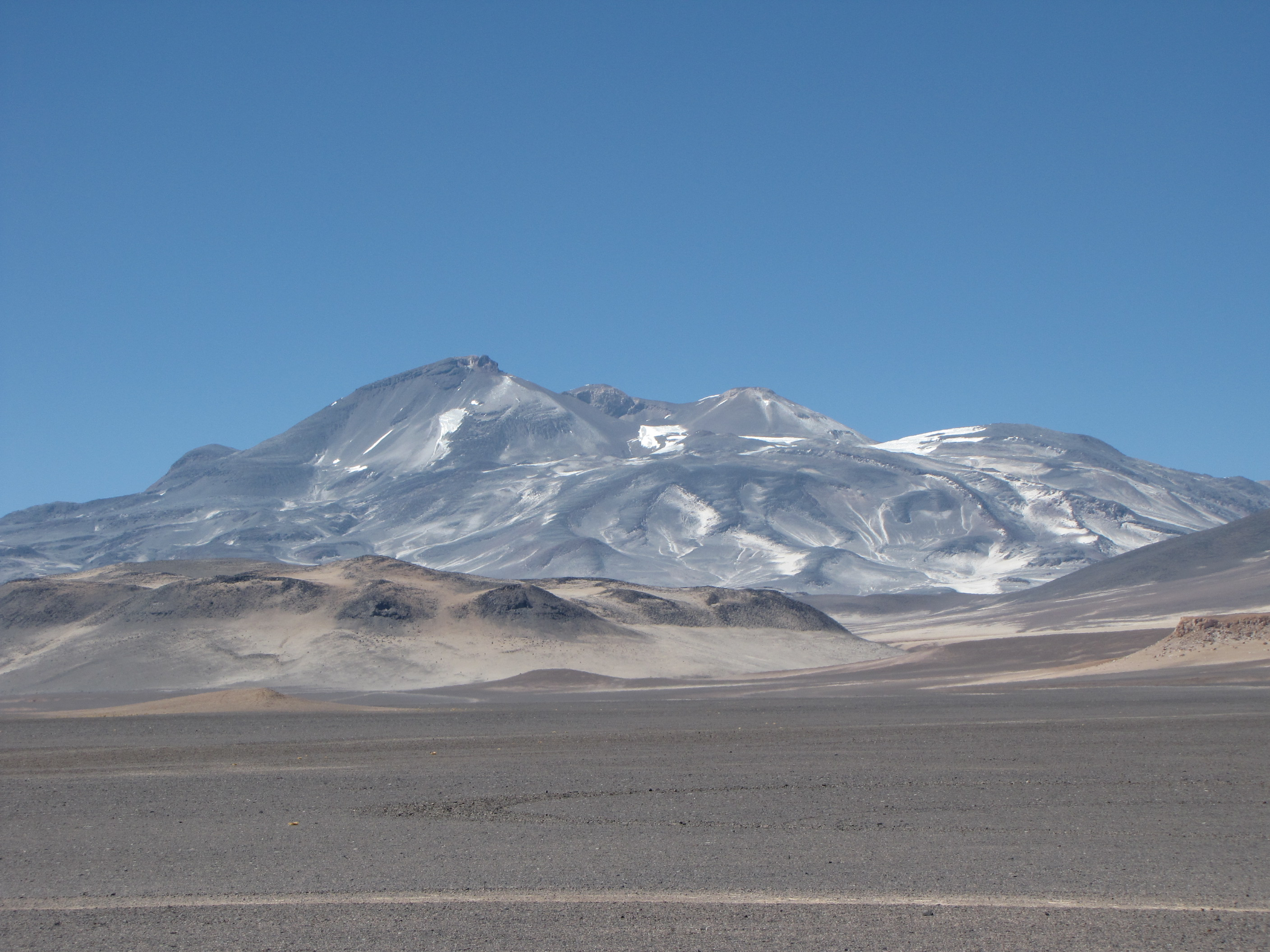
Ojos del Salado

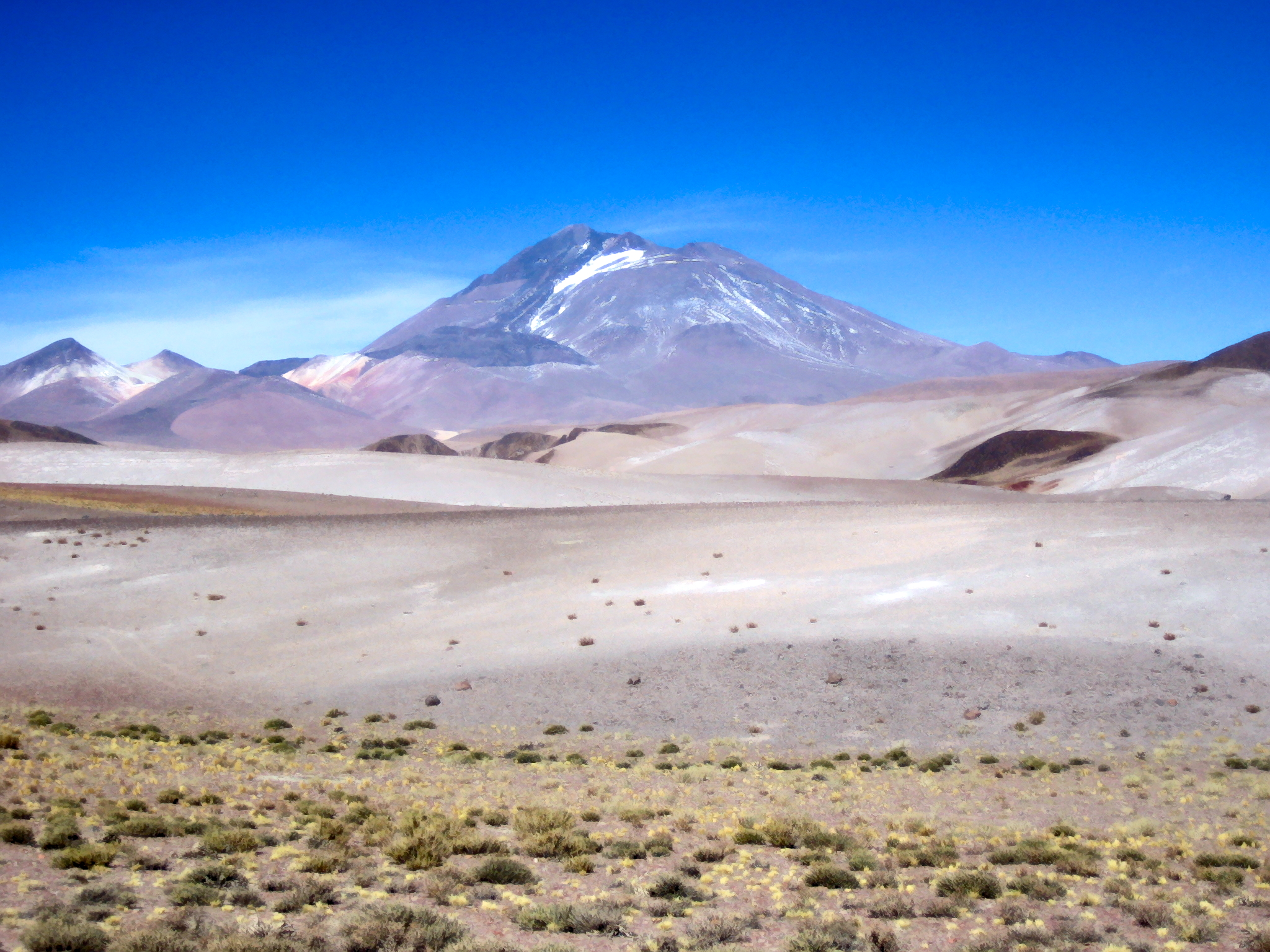
Llullaillaco

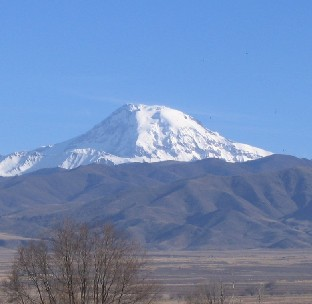
Tupungato

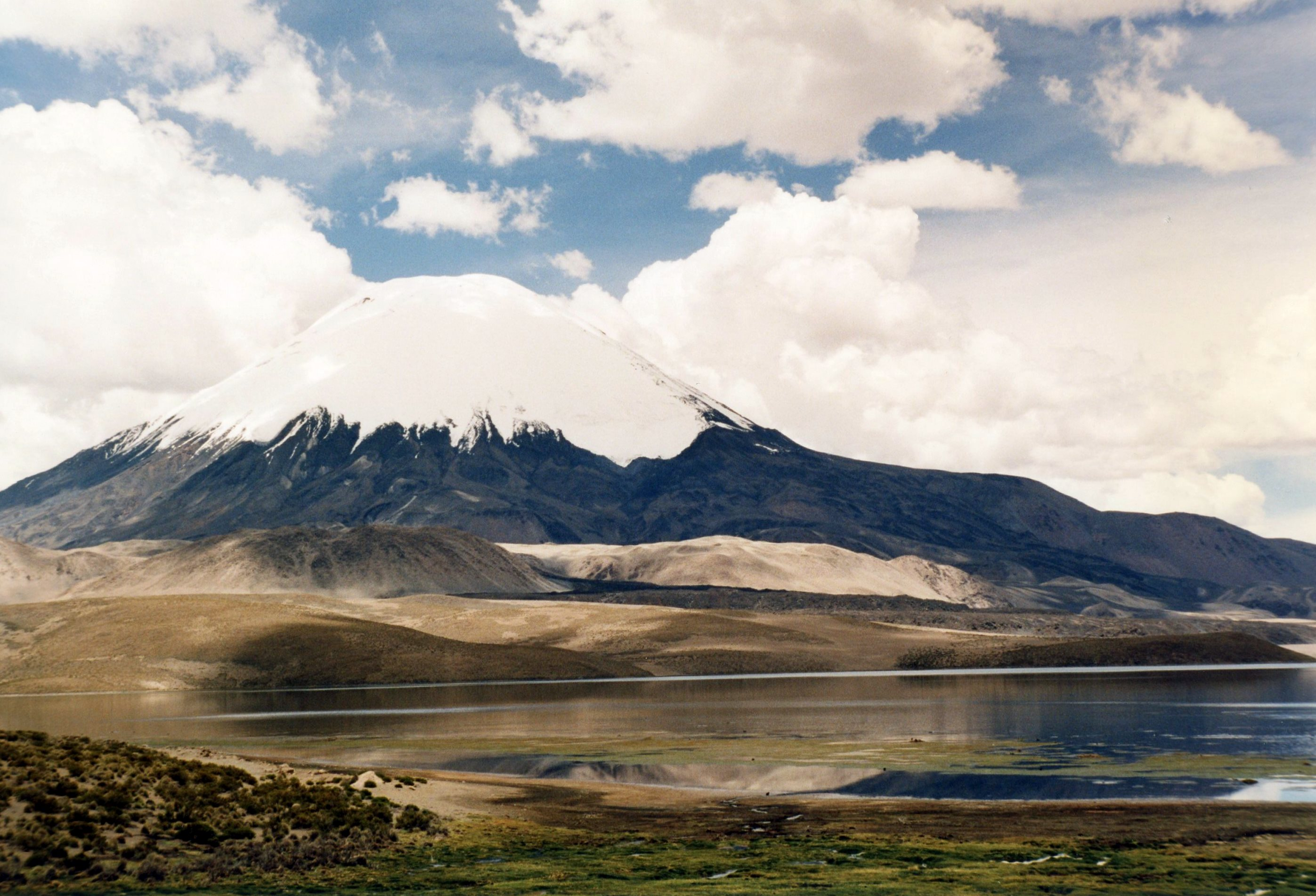
Parinacota

Dit is een lijst van bergen in Chili.
| Naam van de berg             | Hoogte  | Gebergte                                      | Regio                                                     |
| ---------------------------- | ------- | --------------------------------------------- | --------------------------------------------------------- |
| Ojos del Salado              | 6.887 m | Andes                                         | Atacama (Grens Argentinië/Chili)                          |
| Llullaillaco                 | 6.739 m | Andes                                         | Antofagasta (Grens Argentinië/Chili)                      |
| Tupungato                    | 6.570 m | Andes                                         | Región Metropolitana de Santiago (Grens Argentinië/Chili) |
| Parinacota                   | 6.342 m | Andes                                         | Arica y Parinacota (Grens Bolivia/Chili)                  |
| Gualatiro                    | 6.071 m | Andes                                         | Arica y Parinacota                                        |
| Cerro Acotango               | 6.052 m | Andes                                         | Arica y Parinacota (Grens Bolivia/Chili)                  |
| Licancabur                   | 5.916   | Andes                                         | Antofagasta (Grens Bolivia/Chili)                         |
| Lascar                       | 5.592 m | Andes                                         | Antofagasta                                               |
| Cerro Azul Volcán Quizapú    | 3.788 m | Andes                                         | Maule                                                     |
| Tronador                     | 3.491 m | Andes                                         | Los Lagos (Grens Argentinië/Chili)                        |
| Cerro Chaltén Monte Fitz Roy | 3.375 m | Andes                                         | Aysén (Grens Argentinië/Chili)                            |
| Cerro Torre                  | 3.133 m | Andes                                         | Aysén (Grens Argentinië/Chili)                            |
| Llaima                       | 3.125 m | Andes                                         | Araucanía                                                 |
| Laguna del Maule             | 3.092 m | Andes                                         | Maule                                                     |
| Cerro Armazones              | 3.064 m | Sierra Vicuña Mackenna Cordillera de la Costa | Antofagasta                                               |
| Copahué                      | 2.997 m | Andes                                         | Biobío (Grens Argentinië/Chili)                           |
| Villarrica                   | 2.847 m | Andes                                         | Araucanía Los Ríos                                        |
| Cerro Pachón                 | 2.715 m | Andes                                         | Coquimbo                                                  |
| Osorno                       | 2.661 m | Andes                                         | Los Lagos                                                 |
| Cerro Paranal                | 2.635 m | Atacama (woestijn)                            | Antofagasta                                               |
| Puyehue-Cordon Caulle        | 2.236 m | Andes                                         | Los Lagos                                                 |
| Calbuco                      | 2.003 m | Andes                                         | Los Lagos                                                 |
| Chaitén                      | 1.122 m | Andes                                         | Los Lagos                                                 |
| Maunga Terevaka              | 507 m   | Paaseiland                                    | Valparaíso                                                |
| Poike                        | 370 m   | Paaseiland                                    | Valparaíso                                                |